# Cherry Log
Cherry Log – jednostka osadnicza w Stanach Zjednoczonych, w stanie Georgia, w hrabstwie Gilmer.